# Knapić
Knapić je naseljeno mjesto u Republici Hrvatskoj u Varaždinskoj županiji. 

## Zemljopis
Administrativno je u sastavu grada Ivanca. Naselje se proteže na površini od 4,23 km². 

## Stanovništvo
Prema popisu stanovništva iz 2001. godine u Knapiću žive 73 stanovnika i to u 23 kućanstva. Gustoća naseljenosti iznosi 17,26 st./km².
| broj stanovnika | 57    | 52    | 67    | 86    | 109   | 132   | 126   | 133   | 116   | 117   | 100   | 88    | 82    | 95    | 73    | 62    | 67    |
|                 | 1857. | 1869. | 1880. | 1890. | 1900. | 1910. | 1921. | 1931. | 1948. | 1953. | 1961. | 1971. | 1981. | 1991. | 2001. | 2011. | 2021. |